# A Corte de Rehnquist
A Corte Rehnquist foi o período na história da Suprema Corte dos Estados Unidos durante o qual William Rehnquist atuou como Chefe de Justiça. Rehnquist sucedeu Warren Burger como Chefe de Justiça após a aposentadoria deste último, e Rehnquist ocupou o cargo até sua morte em 2005, quando John Roberts foi nomeado e confirmado como substituto de Rehnquist. A Corte Rehnquist é geralmente considerada mais conservadora do que a anterior (Corte Burger), mas não tão conservadora quanto a que a sucedeu, a Corte Roberts. De acordo com Jeffrey Rosen, Rehnquist combinou uma natureza amável com grande habilidade organizacional e "liderou um Tribunal que freou alguns dos excessos da era Earl Warren, mantendo o ritmo dos sentimentos da maioria do país".